# Euryblema
Euryblema är ett släkte av orkidéer. Euryblema ingår i familjen orkidéer.
Kladogram enligt Catalogue of Life:
| Euryblema | \| \| Euryblema anatonum \| \| \| \| \| \| Euryblema andreae \| \| \| \| |
|           | \| \| Euryblema anatonum \| \| \| \| \| \| Euryblema andreae \| \| \| \| |
|           | Euryblema anatonum                                                       |
|           |                                                                          |
|           | Euryblema andreae                                                        |
|           |                                                                          |